# Évelyne Rivollier
Évelyne Rivollier, née le 13 mai 1958, est une femme politique française. Elle est sénatrice de la Loire entre 2016 et 2017.

## Biographie
Évelyne Rivollier commence sa carrière politique en se présentant à la mairie de Mars. Elle est élue maire lors des municipales de 2008 succédant ainsi à Alain Trépardoux.
En 2011, le sénateur Jean-Claude Frécon lui propose d'être candidate sur sa liste lors des sénatoriales,,. Elle figure en 4e position sur la liste d'union de la gauche, mais elle n'est pas élue.
En janvier 2014, elle annonce qu'elle ne se représentera pas lors des prochaines municipales. Martine Mijat lui succède à la tête de la municipalité,.
Le 11 décembre 2016, Évelyne Rivollier devient sénatrice de la Loire à la suite du décès de Jean-Claude Frécon,,. Elle rejoint alors les rangs du groupe CRC.